# 雷西奧
雷西奧（西班牙語：Recio；1991年1月11日—）是一位西班牙足球運動員。在場上的位置是中場。現效力於塞浦路斯甲組足球聯賽球隊阿波羅利馬素，曾效力於馬拉加足球俱樂部。他也代表西班牙U21國家隊參賽。